# Clossiana myrina
Clossiana myrina är en fjärilsart som beskrevs av Pieter Cramer 1779. Clossiana myrina ingår i släktet Clossiana och familjen praktfjärilar. Inga underarter finns listade i Catalogue of Life.